# Sant Andrieu de Buòja
Sant Andrieu de Buòja (en francès Saint-André-de-Buèges) és un municipi occità del Llenguadoc, situat al departament de l'Erau i a la regió d'Occitània.